# Convento de São Paio de Antealtares
San Paio de Antealtares é um convento do século IX de freiras beneditinas de clausura em Santiago de Compostela, Espanha.

## Localização
O convento San Paio de Antealtares situa-se na zona antiga de Santiago de Compostela, província da Corunha, Galiza, frente da cabeceira da catedral de Santiago de Compostela, fechando a Praça da Quintana.

## História

### O mosteiro primitivo
O primeiro mosteiro foi fundado por volta de 830 por Afonso II, "O Casto", e foi ocupado por uma dúzia de monges bentos, comunidade que tinha como missão atender e manter o culto às relíquias do Apóstolo Santiago. A esta primeira comunidade entregou o rei um pequeno couto que pouco depois ampliou até chegar às 3 milhas desde a igreja de Santiago. Ergueu-se o mosteiro ao Leste do mausoléu romano no qual se encontraram os restos apostólicos, em frente da sua porta de acesso, o que fez com que o mosteiro recebesse a denominação de Antealtares. Nenhum vestígio tem chegado a atualidade daquela primeira construção, pois do século IX ao século XI esteve contíguo à testeira da igreja de Santiago, no lugar que ocupou a cabeceira do templo românico da catedral que substituiu à antiga igreja.
Em 1077, o abade Fagildo e o bispo Diego Páez chegaram, na Concórdia de Antealtares, a um acordo sobre o novo local do mosteiro, que se situava diante dos três altares, na honra do Salvador, de São Pedro e de São João. Neste mosteiro supostamente compôs o bispo São Pedro de Mezonzo o hino "Salve Regina". Nos anos de decadência, os monges bentos abandonaram-no quase em ruínas (derrubou-se em 1256) e instalaram-se em San Martinho Pinario.

### O Estudo de Gramática
A 4 de Setembro de 1495 outorgam-se as escrituras de doação de todas as dependências do mosteiro, salvo a igreja, para que Lopo Gómez de Marzoa funde nele um colégio para estudantes pobres, o conhecido como Estudo de Gramática, gérmen da Universidade de Santiago de Compostela.
Em 1499 foi ocupado por uma comunidade de freiras bentas de clausura, que nele permanece até hoje.

## Descrição

### A igreja
A construção da igreja durou nove anos, sendo encetada em 1700 por Frei Gabriel de Casas, tendo lugar em 1699 a demolição da anterior igreja.   Em 1703 a comunidade beneditina retira sua confiança no arquiteto (pela lentidão das obras), sendo Pedro Garcia quem continuou as obras, seguindo as traças já iniciadas. O novo templo inaugurar-se-ia solenemente  em 1707.
A fachada é simples mas monumental e amostra a São Paio mártir. A planta é de cruz grega e está recoberta com abóbadas de canhão com artesãos. A cúpula ergue-se sobre penachos muito decoradas e termina numa lanterna que ilumina o interior.
No Museu Arqueológico Nacional de Madrid e no Fogg Museum de Harvard conservam-se 3 das 4 colunas românicas que suportavam o altar maior.
Em cada uma destas colunas cilíndricas representam-se 3 apóstolos diferentes.

São datables em torno ao segundo quartel do século XII. As quatro colunas simbolizam os quatro pilares sobre os que se sustentava a Igreja de Cristo.

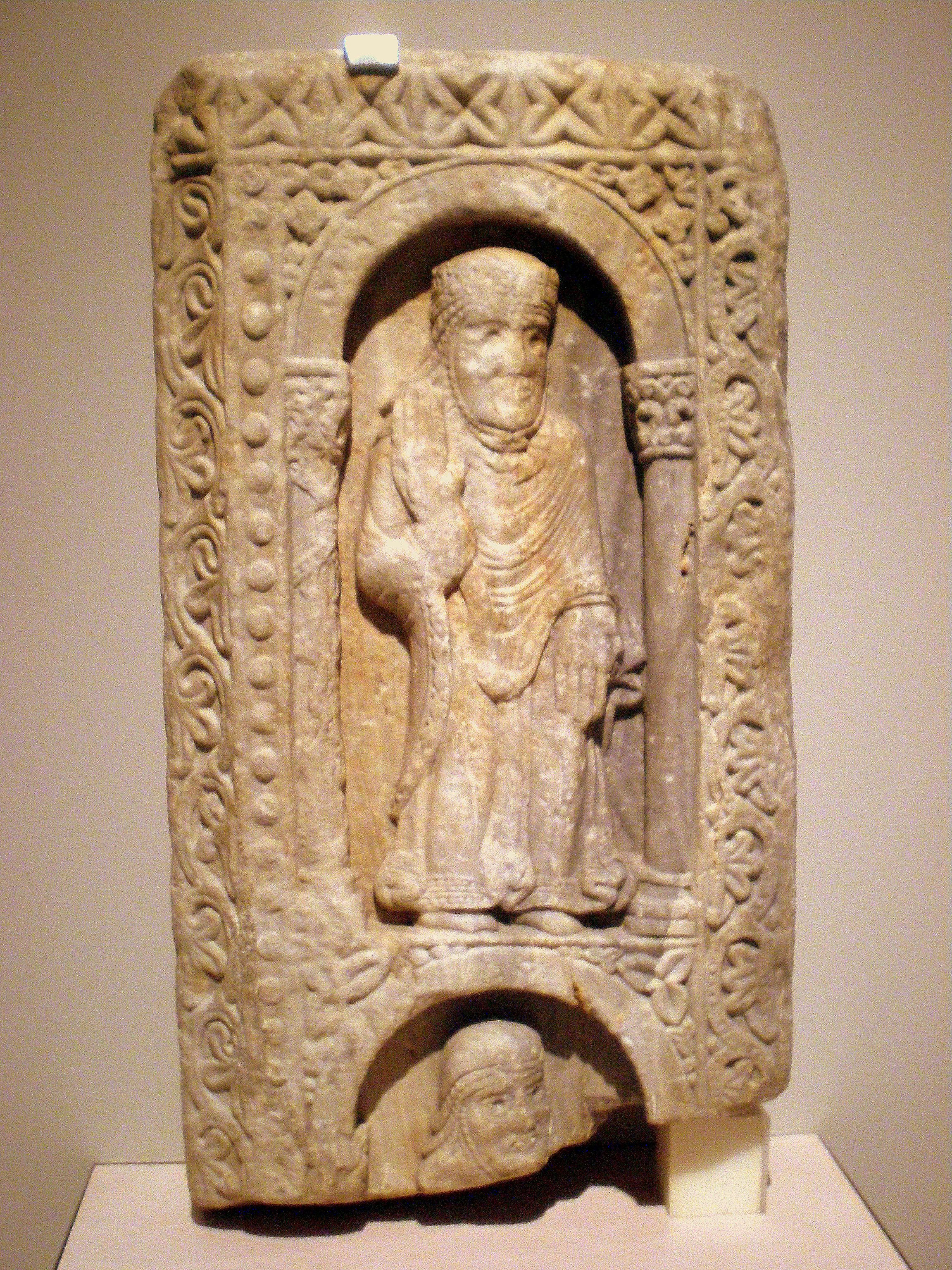
Relevo românico de figuras femininas. 1150

#### Imaginária
O retábulo maior é obra de Francisco Castro Canseco (1714) e nele aparecem três santos, São Bento, São Plácido e São Mauro e três santas, Santa Escolástica, Santa Gertrude e Santa Francisca Romana, conduzindo a imagem de São Paio, rodeado por Santiago e São Fernando montados a cavalo (inspirados no baldaquino da catedral). O conjunto completa-se com uma Assunção da Virgem, acompanhada pelos apóstolos Pedro e Paulo. O órgão, construído em 1782 pelo mestre Alberto de la Peña, foi restaurado recentemente.

### O convento atual
Do mosteiro primitivo só se conservam uns capitéis e uma ara de mármore branco. O atual foi começado a construir no século XVI e terminado em 1793. A renovação começou em 1600, sendo encarregada a Mateo López a traça da zona ocidental, para a Praça da Quintana, tornando-o monumental e austero.  Em 1641 Jácome Fernández Fillo termina parte deste lado traçado por Bartolomé Fernández Lechuga. Entre 1653 e 1657 construir-se-á um passadiço que enlaça esta parte com a igreja.
A fachada que dá para a Praça da Quintana, é sóbria e utiliza exclusivamente linhas retas. Sua monumentalidade provocou os ciúmes do arcebispado e foi a principal causa  da remodelação da cabeceira românica da Catedral, obra que deu como resultado o aspeto que possui atualmente.
A fachada que dá para a Via Sacra, obra de Melchor de Velasco, começada por volta de 1658, apresenta uma portada, a Portaria, enquadrada num arco de volta perfeita sob um friso de tríglifos e métopas entre duas gigantes colunas dóricas. Na parte superior situa-se um frontão curvo partido com um escudo imperial. Tudo isso realizado em claro estilo classicista.
A partir de 1744 construir-se-ia o espaço ao longo da Via Sacra que vai da portaria até a chamada Porta dos Carros, no qual se destaca o conjunto de chaminés que terminam o edifício e a estrutura da Porta dos Carros. Esta é fruto de duas etapas e traças bem diferentes; a primeira relacionada com Fernando de Casas Novoa, e uma segunda, na qual, a partir de 1749, Lucas Ferro Caaveiro aumentará a altura com um miradouro sobre a balaustrada.
A porta apresenta uma cena da Fuga a Egito relacionada com Francisco de Lens.

## Situação atual
Atualmente encontra-se em bom estado de conservação.
Desde a igreja pode-se aceder ao Museu de Arte Sacro de Antealtares, inaugurado em 1873 e que oferece uma coleção de objetos litúrgicos.
Aliás, hoje em dia podem-se mercar nele doces elaborados pelas monjas que moram nele.

## Galeria

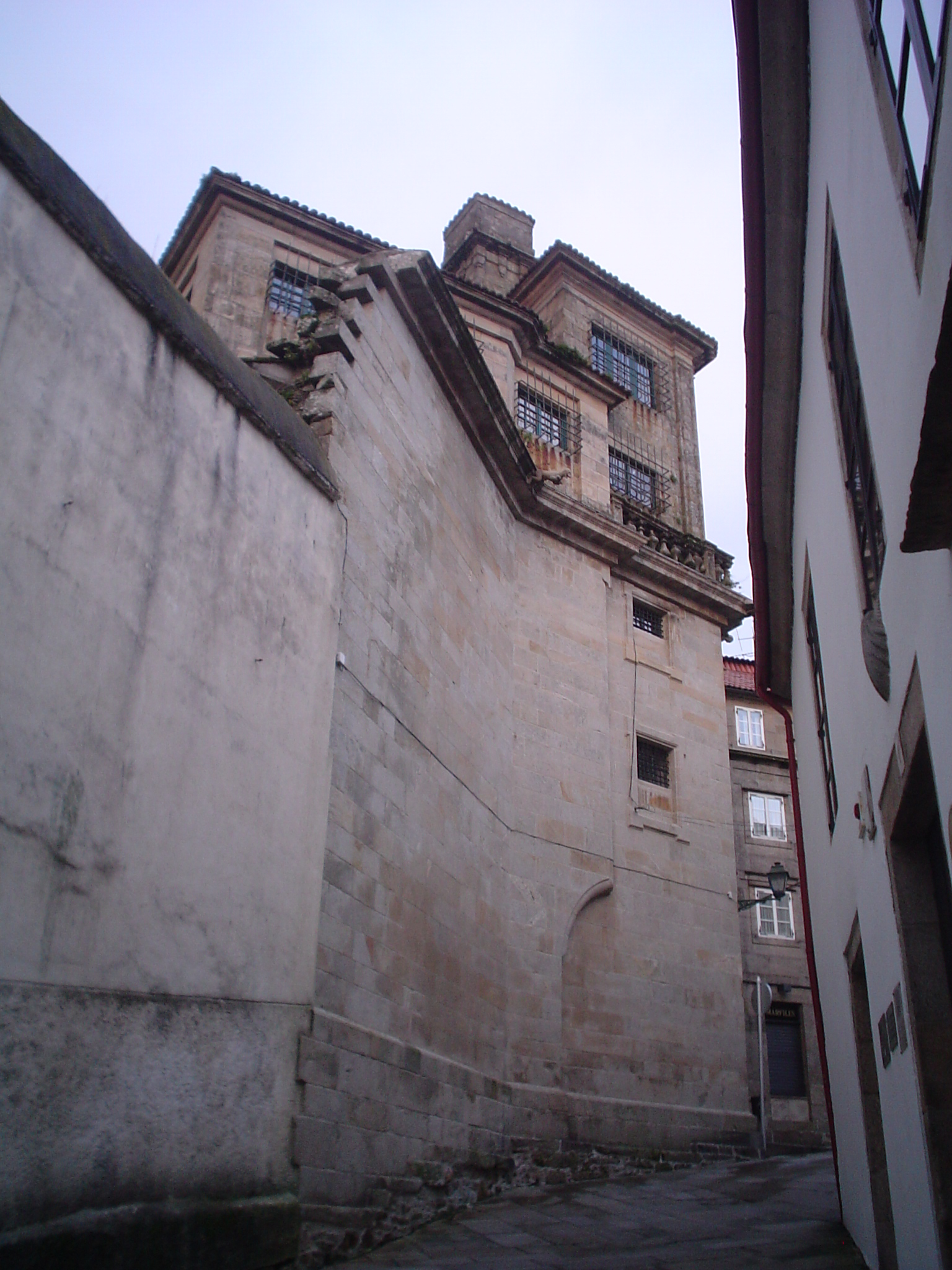
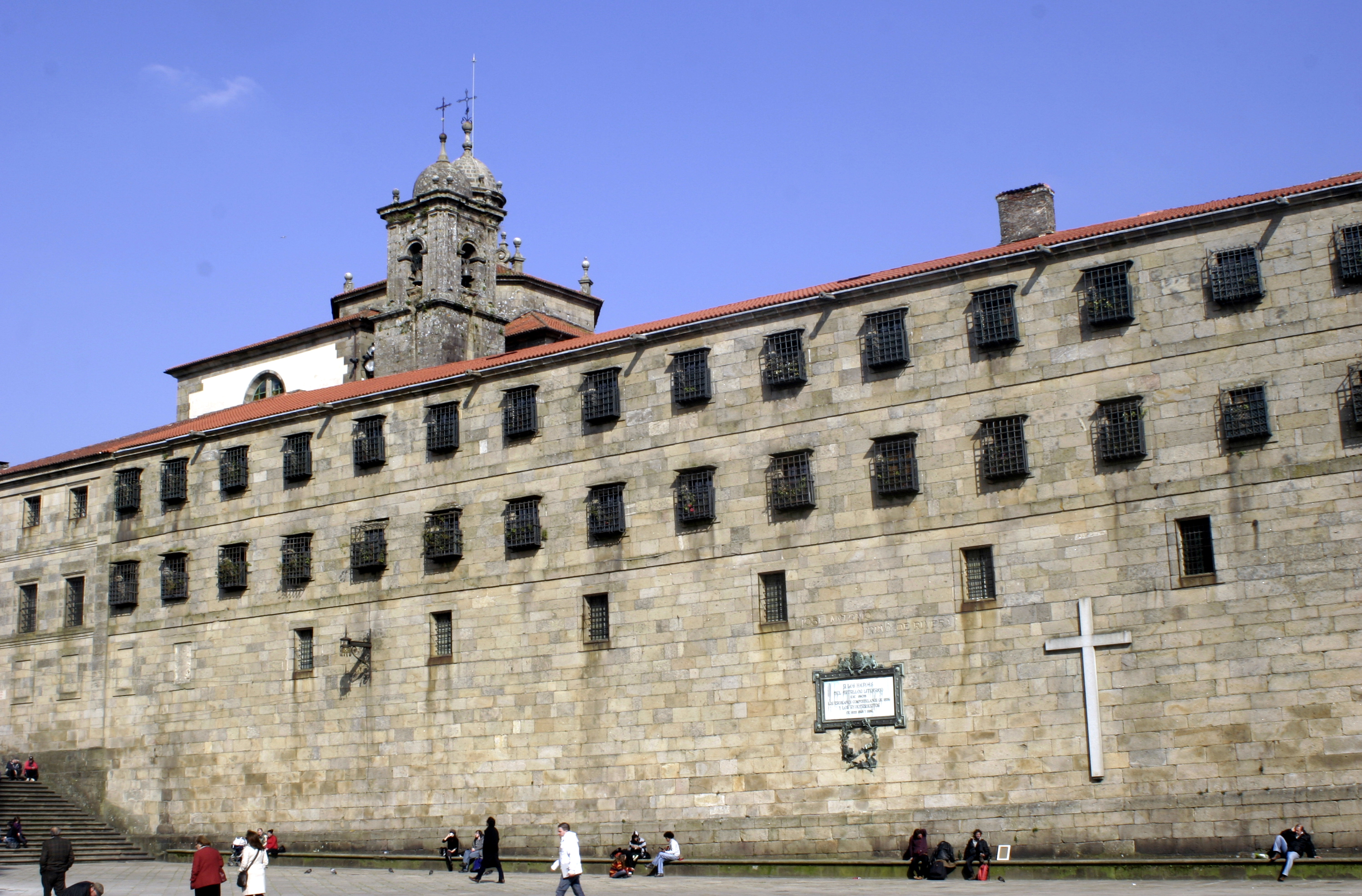
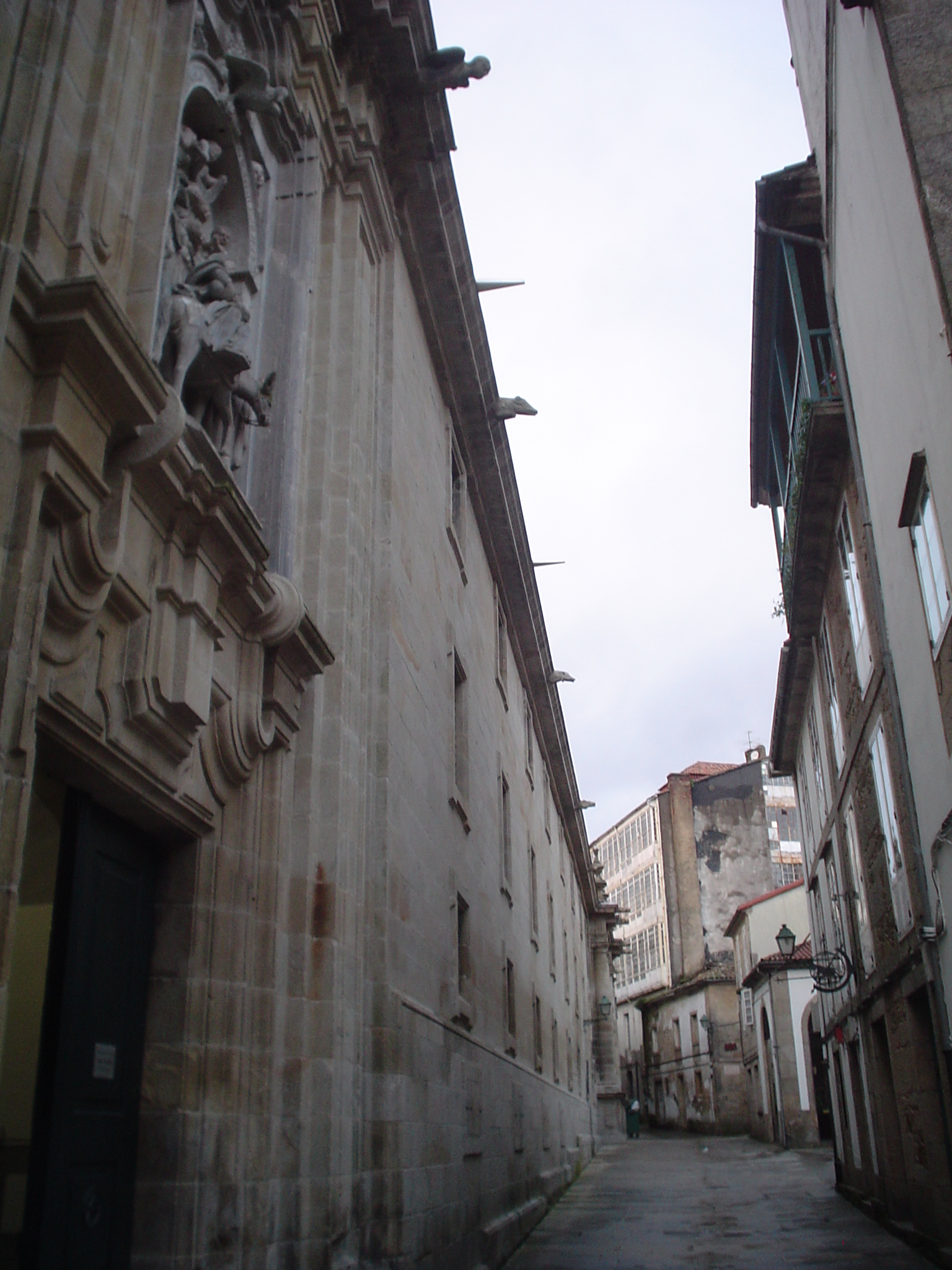
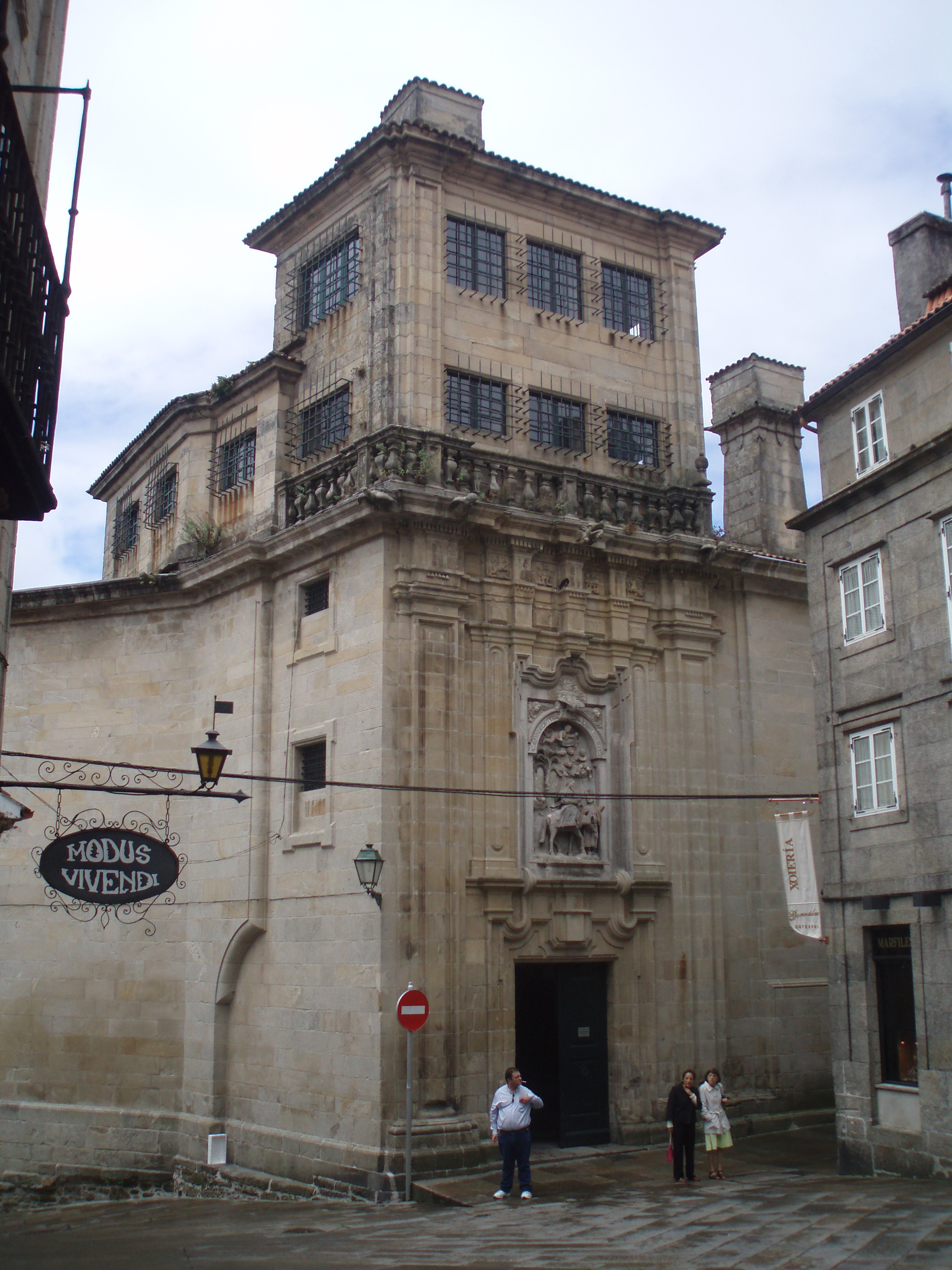
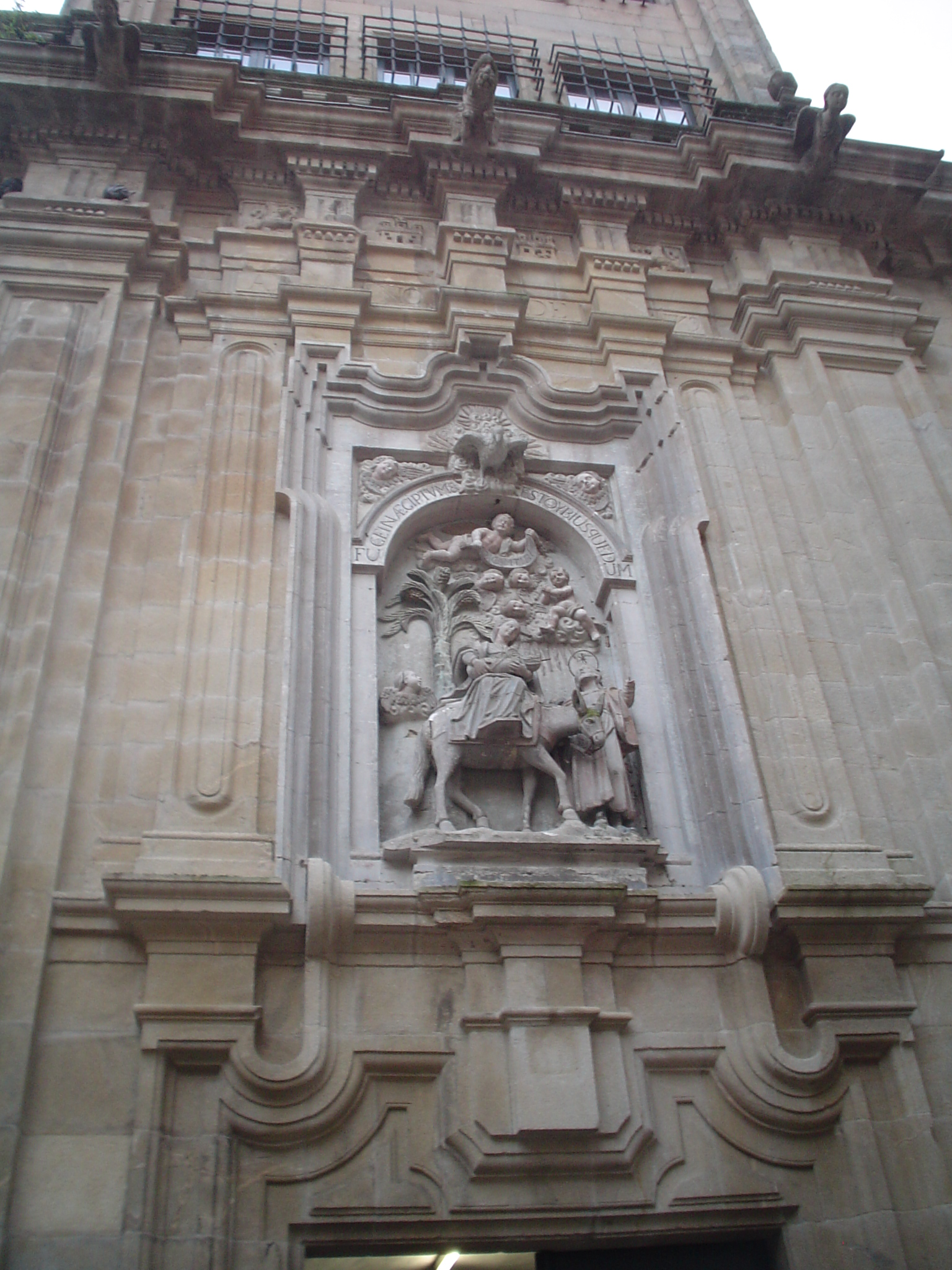